# Bing-Crosby-Statue
Die Bing-Crosby-Statue ist ein von der Bildhauerin Deborah Copenhaver Fellows geschaffenes, auf einem Sockel stehendes Standbild des US-amerikanischen Sängers und Schauspielers Bing Crosby (1903–1977). Die Statue befindet sich auf dem Gelände der Gonzaga University in Spokane.

## Geschichte
Crosby besuchte das Jesuiten-College an der Gonzaga University in Spokane, studierte dort Jura und fühlte sich auch im späteren Leben der Universität sehr verbunden. 1957 übereignete er der Universität viele Exponate, darunter Gold- und Platin-Schallplatten, Trophäen, Plaketten, Fotos und mehr. Nach seinem Tod hatte Crosby über eine Million Dollar an die Gonzaga-Universität gespendet. 1993 erhielt die Universität die gesamte Sammlung von der Bing Crosby Historical Society in Tacoma, der Stadt in der Crosby geboren wurde.
Zu Ehren des Künstlers wurde die Bildhauerin Deborah Copenhaver Fellows beauftragt, eine Bronzestatue von Bing Crosby anzufertigen, die am 3. Mai 1981, dem Geburtstag von Crosby feierlich auf dem Campus der Gonzaga University enthüllt wurde. Kathryn Crosby, die Witwe des Sängers, war bei der Feier anwesend. Bob Hope, der in vielen Filmen zusammen mit Crosby auftrat, nahm telefonisch teil und seine Worte wurden über einen Lautsprecher übertragen.

## Beschreibung
Die geringfügig über Lebensgröße aus Bronze gefertigte Statue zeigt Crosby in einem legeren Anzug ohne Krawatte gekleidet. Auf dem Kopf trägt er einen für ihn typischen Hut.
Mit seinem angewinkelten rechten Bein steht er auf einem ebenfalls aus Bronze gefertigtem Felsblock. Sein angewinkelter rechter Arm ruht auf seinem rechten Knie und seine linke Hand steckt in der Tasche seiner Hose. Er raucht eine Tabakpfeife. Da dieses Detail oft als Souvenir gestohlen wurde, wird es lediglich zu besonderen Ereignisse kurzzeitig wieder installiert. Zu seinen Füßen liegt eine Golftasche mit Golfschlägern, was zum Ausdruck bringt, dass Crosby ein begeisterter Golfspieler war. Die Statue steht auf einem niedrigen Sockel aus hellem Stein.